# 구니모토 레오
구니모토 레오(일본어: 国本 玲央, 2001년 9월 1일~)는 일본의 축구 선수이다.

## 구단 경력
그는 2020년 J2리그의 레노파 야마구치 FC에 입단했다. 2021년 알비렉스 니가타 싱가포르로 임대 이적했다. 2022년까지 41경기에 출전하여, 3득점을 넣었다. 2023년 레노파 야마구치 FC로 복귀했다. 2023년 8월 J3리그의 테게바자로 미야자키로 이적했다.